# ISO 3166-2:UA
ISO 3166-2:UA — стандарт Международной организации по стандартизации, который определяет геокоды. Является подмножеством стандарта ISO 3166-2, относящимся к Украине.
Стандарт охватывает 1 автономную республику, 2 города и 24 области Украины. Каждый геокод состоит из двух частей: кода ISO 3166-1 для Украины — UA и дополнительного кода, записанных через дефис. Дополнительный код образован двухсимвольным числом. Геокод являются подмножеством кода домена верхнего уровня — UA, присвоенного Украине в соответствии со стандартами ISO 3166-1.

## Геокоды Украины
Геокоды 1 автономной республики, 2 городов и 24 областей административно-территориального деления Украины.
| Код   | Административная единица   |                       |
| ----- | -------------------------- | --------------------- |
| UA-05 | Винницкая                  | область               |
| UA-07 | Волынская                  | область               |
| UA-09 | Луганская                  | область               |
| UA-12 | Днепропетровская           | область               |
| UA-14 | Донецкая                   | область               |
| UA-18 | Житомирская                | область               |
| UA-56 | Ровненская                 | область               |
| UA-21 | Закарпатская               | область               |
| UA-23 | Запорожская                | область               |
| UA-26 | Ивано-Франковская          | область               |
| UA-30 | Киев                       | город                 |
| UA-32 | Киевская                   | область               |
| UA-35 | Кировоградская             | область               |
| UA-40 | Севастополь                | город                 |
| UA-43 | Автономная Республика Крым | автономная республика |
| UA-46 | Львовская                  | область               |
| UA-48 | Николаевская               | область               |
| UA-51 | Одесская                   | область               |
| UA-53 | Полтавская                 | область               |
| UA-59 | Сумская                    | область               |
| UA-61 | Тернопольская              | область               |
| UA-63 | Харьковская                | область               |
| UA-65 | Херсонская                 | область               |
| UA-68 | Хмельницкая                | область               |
| UA-71 | Черкасская                 | область               |
| UA-74 | Черниговская               | область               |
| UA-77 | Черновицкая                | область               |

## Геокоды пограничных Украине государств
- Россия — ISO 3166-2:RU (на востоке и северо-востоке),
- Беларусь — ISO 3166-2:BY (на севере),
- Польша — ISO 3166-2:PL (на западе),
- Словакия — ISO 3166-2:SK (на западе),
- Венгрия — ISO 3166-2:HU (на западе),
- Румыния — ISO 3166-2:RO (на юго-западе),
- Молдова — ISO 3166-2:MD (на юго-западе).